# Andy Trudeau
Andy Trudeau er en fiktiv figur i Tv-serien Heksene fra Warren Manor (originaltitel Charmed) produceret af The WB Television Network (The WB). 
Han spilles af Ted King.
Andy Trudeau opvoksede sammen med Prue, Piper og Phoebe. De var naboer. Som barn stod han nær der alle sammen, og derfor måtte Penny nogle gange rense hans tankegang for al den magi han havde set i Halliwell Søstrenes hus.
I high school blev han kærester med Prue i en kort tid, og deres yndlings mødested var på deres specielle bænke- gynge. Efter high school, slog de op og han flyttede ud af sit barndomshjem til Washington, og senere til Portland.
Så blev gift, og senere skilt, som skete mellem hans College år og før han flyttede tilbage til San Francisco. Han havde stadig gode vilkår med sin ekskone Susan, som ikke ville fjerne hans efternavn selvom de var blevet skilt. Andy flyttede til San Francisco og blev Politi Betjent, som den tredje generation i hans familie, for San Francisco Police Department (San Francisco Politi Afdeling). Og han blev tilfældigt overdraget til næsten alle de politi sager som involverede Halliwell Søstrene. Han arbejder med Darryl Morris som hans partner, selvom han skaber en lille smule bedrøvelse til darryl. Fordi at Andy altid er et skridt foran ham i politi sagerne.